# The Mad Doctor
The Mad Doctor (El Doctor Loco) es un cortometraje de 1933 protagonizado por Mickey Mouse. Es conocido como la primera aparición del personaje titular "The Mad Doctor" o "Dr. XXX". Fue el cortometraje número 52 de Mickey Mouse, y el segundo de ese año.

## Trama

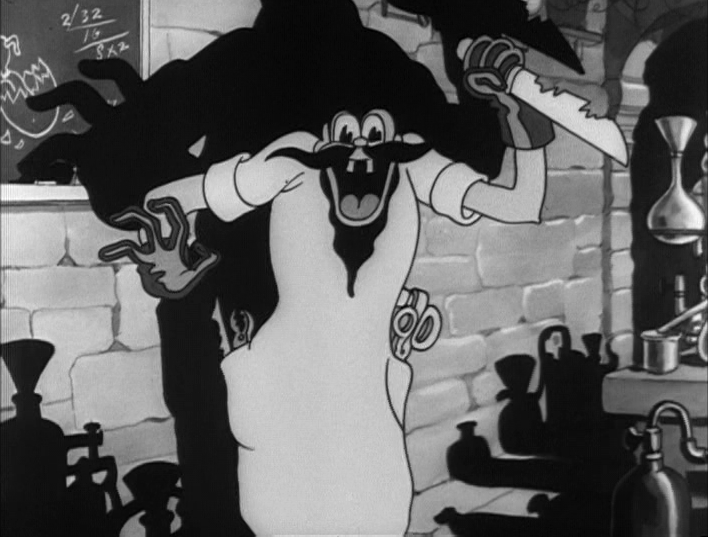
El Doctor Loco

Una noche de tormenta, una sombra misteriossa secuestra a Pluto. Tras oír los ladridos de su perro, Mickey se despierta y lo busca siguiendo sus huellas hasta que acaba en su base secreta, la cual es un castillo. La puerta se cierra y Mickey debe buscar a Pluto, enfrentándose a esqueletos y trampas. Cuando el Doctor Loco se muestra tras quitarse su capucha, este cuenta su plan a Pluto, el cual es cortarle la cabeza, luego introducírsela al cuerpo de una gallina, y tener huevos del que saldrán una mezcla de perro y gallina. Mickey oye llorar a Pluto pero cae en una trampa del Doctor y cae atado a una camilla activando un mecanismo que partirá en dos a Mickey. Al final, Mickey despierta, resultando ser todo una pesadilla.

## Reparto
- Walt Disney como Mickey Mouse
- Pinto Colvig como Pluto
- Billy Bletcher como el Doctor Loco

## Alusiones
El corto utiliza varios chistes que aparecieron en La casa encantada, como la puerta que se cierra sola después de que Mickey entra en la guarida del Doctor Loco.

## Recepción
Los matices del género de terror del corto lo hicieron inusual para una caricatura de Mickey Mouse. Algunos cines se negaron a mostrarlo, creyendo que era demasiado aterrador para los niños. En un momento, por esta razón, se prohibió por completo en el Reino Unido, así como la Alemania nazi.
El 10 de febrero de 1933, The Film Daily dijo: "Una de las caricaturas animadas más animadas que existen, y muy cómica".

## Legado
El personaje principal del corto tuvo un cameo en el corto de Roger Rabbit, "Tummy Trouble", en el que se lo ve en una imagen. The Mad Doctor también fue la base y el título del segundo nivel del videojuego, Mickey Mania lanzado para Super Nintendo, Mega Drive, Sega CD y PlayStation (como Mickey's Wild Adventure ); se utiliza una representación del nivel Mad Doctor como portada del juego. También aparece como un personaje principal en Epic Mickey y su secuela. El videojuego Kingdom Hearts III incluye un minijuego basado en el corto, con Mad Doctor apareciendo como enemigo.

## Home media
El corto fue lanzado el 2 de diciembre de 2002 en Walt Disney Treasures: Mickey Mouse in Black and White.
Además, esta caricatura es uno de los pocos cortos de Disney que pasaron al Dominio público y se puede encontrar en muchas cintas VHS y DVD de bajo presupuesto, generalmente junto con "Minnie's Yoo Hoo" y "The Spirit of '43".